# بيتر إبيموبوي
بيتر إبيموبوي (بالفرنسية: Peter Ebimobowei)‏ المعروف باسم إبي (بالفرنسية: Ebi)‏ (من مواليد 11 نوفمبر 1993) هو مهاجم كرة قدم نيجيري.
انضم بيتر إلى الأهلي في يناير 2015 قادمًا من بايلسا يونايتد في نيجيريا.